# Francisco Raúl Villalobos Padilla
Francisco Raúl Villalobos Padilla (Guadalajara, 1º febbraio 1921 – Saltillo, 3 febbraio 2022) è stato un vescovo cattolico messicano.

## Biografia
Francisco Raúl Villalobos Padilla nacque a Guadalajara il 1º febbraio 1921.

### Formazione e ministero sacerdotale
Proveniva da una famiglia religiosa e già da adolescente si sentì chiamato al sacerdozio. Poco prima del suo 18º compleanno entrò nel seminario conciliare di Guadalajara e qualche anno dopo venne inviato a Roma per proseguire gli studi.
Il 2 aprile 1949 fu ordinato presbitero a Roma. Conseguì il dottorato in storia della Chiesa presso la Pontificia Università Gregoriana. Tornato in patria fu prefetto del seminario conciliare di Guadalajara; direttore dell'Istituto per le vocazioni adulte; docente di storia della Chiesa, patrologia e francese; vice-rettore del seminario dal 1968 e poi rettore dello stesso.

### Ministero episcopale
Il 4 maggio 1971 papa Paolo VI lo nominò vescovo ausiliare di Saltillo e titolare di Colonnata. Ricevette l'ordinazione episcopale il 3 agosto successivo nella cattedrale di San Giacomo a Saltillo dal vescovo di Saltillo Luis Guízar y Barragán, co-consacranti l'arcivescovo metropolita di Guadalajara José Salazar López e il vescovo di Linares Antonio Sahagún López.
Il 4 ottobre 1975 lo stesso pontefice lo nominò vescovo di Saltillo. Durante il suo mandato fondò la Caritas diocesana. Nel 1997 rifiutò di essere nominato cittadino onorario della città di Saltillo.
Partecipò alla III conferenza generale del Consiglio episcopale latinoamericano che ebbe luogo a Puebla de Zaragoza dal 27 gennaio al 13 febbraio 1979 e alla VI assemblea generale ordinaria del Sinodo dei vescovi che ebbe luogo nella Città del Vaticano dal 29 settembre al 29 ottobre 1983 sul tema "La penitenza e la riconciliazione nella missione della Chiesa".
Il 30 dicembre 1999 papa Giovanni Paolo II accettò la sua rinuncia al governo pastorale della diocesi per raggiunti limiti di età. Continuò a reggere la diocesi come amministratore apostolico fino al 20 marzo del 2000, giorno della presa di possesso del suo successore.
Sin da giovane soffrì di diverticolite e dovette essere ricoverato più volte in terapia intensiva tra il 2005 e il 2017 per problemi acuti allo stomaco e all'intestino. Tuttavia, continuò a partecipare al servizio pastorale nella sua ex diocesi.
Morì nell'ospedale privato di Saltillo il 3 febbraio 2022 per complicazioni da COVID-19. Era il più anziano vescovo messicano. Le esequie si tennero il 6 febbraio alle ore 15 nella cattedrale di San Giacomo a Saltillo e furono presiedute da monsignor Hilario González García, vescovo di Saltillo. Al termine del rito la salma venne tumulata nella cripta dello stesso edificio.

## Genealogia episcopale
La genealogia episcopale è:
- Cardinale Scipione Rebiba
- Cardinale Giulio Antonio Santori
- Cardinale Girolamo Bernerio, O.P.
- Arcivescovo Galeazzo Sanvitale
- Cardinale Ludovico Ludovisi
- Cardinale Luigi Caetani
- Cardinale Ulderico Carpegna
- Cardinale Paluzzo Paluzzi Altieri degli Albertoni
- Papa Benedetto XIII
- Papa Benedetto XIV
- Papa Clemente XIII
- Cardinale Marcantonio Colonna
- Cardinale Giacinto Sigismondo Gerdil, B.
- Cardinale Giulio Maria della Somaglia
- Cardinale Carlo Odescalchi, S.I.
- Cardinale Costantino Patrizi Naro
- Cardinale Lucido Maria Parocchi
- Cardinale Pietro Respighi
- Cardinale Vittorio Amedeo Ranuzzi de' Bianchi
- Arcivescovo Tito Trocchi
- Vescovo San Rafael Guízar Valencia
- Vescovo Antonio Guízar y Valencia
- Vescovo Luis Guízar y Barragán
- Vescovo Francisco Raúl Villalobos Padilla